# BMI Regional
British Midland Regional Limited (kinh doanh với tên gọi là BMI Regional) là một hãng hàng không khu vực của Anh có các tuyến bay thường lệ phục vụ hành khách trên khắp nước Anh và châu Âu. Trụ sở chính của hãng là ở sân bay Eastern Midlands ở Tây Bắc Leicestershire, có trụ sở đăng ký và của quản lý hoạt động từ sân bay nằm ở Aberdeen. Hãng hàng không này có căn cứ hoạt động tại Aberdeen, Bristol, Chester Hawarden, East Midlands, Newcastle và Stavanger.
BMI Regional là một công ty con trước đây của British Midland International (BMI), được mua từ Lufthansa bởi Tập đoàn hãng hàng không quốc tế (IAG) vào ngày 20 tháng 4 năm 2012 BMI khu vực đã được bán cho Sector Aviation Holdings vào tháng 5 năm 2012 và đã hoạt động như một hãng hàng không độc lập kể từ tháng 10 năm 2012.
Vào tháng 8 năm 2015, hãng đã trở thành một phần của tập đoàn hàng không khu vực mới, Airline Investments Limited (AIL), cùng với Loganair. 
flybmi ngừng hoạt động và nộp đơn xin phá sản vào ngày 16 tháng 2 năm 2019. 